# Верхнее Любине
Верхнее Любине (также Горне Любине; серб. Горње Љубиње / Gornje Ljubinje; алб. Lubinjë e Epërme) — село в южной Метохии. Относится к общине Призрен Призренского округа как по административно-территориальному делению автономного края Косово и Метохия (в составе Сербии), так и по административно-территориальному делению частично признанной Республики Косово.

## Общие сведения
Численность населения по данным на 2011 год — 1 925 человек (из них мужчин — 981, женщин — 944).
Село Верхнее Любине расположено в исторической области Средска Жупа, жители села — представители исламизированной южнославянской этнической группы средчан (жуплян), относящие себя в основном к босняцкому этносу, — в переписи 2011 года 1 873 человека указали своей национальностью босняцкую, 1 человек отнёс себя к горанцам и 44 человека назвали другие национальности (помимо босняцкой, сербской, албанской, турецкой, горанской и цыганской, включая цыган-рома, ашкали и египтян). В качестве родного языка жители села Верхнее Любине указали боснийский (1 882 человека), сербский (27 человек) и турецкий (2 человека). Гражданами Косова согласно переписи 2011 года является абсолютное большинство жителей села — 1 913 человек. Все жители села Верхнее Любине — мусульмане.
Динамика численности населения в селе Верхнее Любине с 1948 по 2011 годы:
| Численность населения | Численность населения | Численность населения | Численность населения | Численность населения | Численность населения | Численность населения |
| 1948                  | 1953                  | 1961                  | 1971                  | 1981                  | 1991                  | 2011                  |
| --------------------- | --------------------- | --------------------- | --------------------- | --------------------- | --------------------- | --------------------- |
| 917                   | 987                   | 1049                  | 1553                  | 1825                  | 2081                  | 1925                  |

Село Верхнее Любине, как и другие сёла Средской Жупы, характеризуется постоянным оттоком населения — наиболее значительные волны миграции — рубеж 1960—1970-х годов, начало 1990-х и период после 1999 года. Тем не менее, численность населения в селе Верхнее Любине постоянно увеличивалась, по-крайней мере до 1991 года.

## Географическое положение
Село Верхнее Любине расположено на северных склонах горного массива Шар-Планина. Ближе всего к селу Верхнее Любине располагается средчанское село Нижнее Любине (приблизительно в одном километре к югу), также недалеко от села Верхнее Любине находятся средчанское село Небрегоште (приблизительно в четырёх километрах к западу) и средчанское село Драйчичи (в двух километрах к северо-востоку).

## Радио
В Верхнем Любине в 2001 году была основана радиостанция «Радио Астра», ставшая первой в Косове, транслирующей программы на боснийском языке. Ряд передач ведётся также на местных средских говорах.